# Pachetra syriensis
Pachetra syriensis är en fjärilsart som beskrevs av Embrik Strand 1917. Pachetra syriensis ingår i släktet Pachetra och familjen nattflyn. Inga underarter finns listade i Catalogue of Life.